# Falu BS Fotboll
Falu BS är en fotbollsförening från Falun. Hemmaarenan heter Kopparvallen.

## Historia
Falu BS herrlag har gjort tre föga framgångsrika säsonger i andradivisionen (dåvarande division 2): 1953/1954, 1975 och 1985. Laget spelade år 2006 i division 1 norra. 
Inför säsongen 2007 upphörde föreningens A-lagsverksamhet och platsen i seriesystemet övertogs av den nya föreningen Falu FK, ett samarbete mellan Faluklubbarna Falu BS, Slätta SK och Korsnäs IF. Korsnäs IF var den enda av klubbarna som behöll sin seniorverksamhet.
Inför säsongen 2015 gick Falu FK i konkurs och klubben blev även av med sin plats i division 3. När konkursen var ett faktum upphörde hela Falu FK-projektet och Falu BS startade upp en seniorverksamhet på nytt. 2023 vann herrlaget sin division 3-serie, och 2025 spelar Falu BS A-lag i Divsion 2 norra Svealand och B-laget i Division 6 norra Dalarna. Falu BS har också ett damlag som spelar i Division 4 södra Dalarna 2025.

## Säsonger (fr.o.m. 2000)
- Placeringarna 2007–2014 avser Falu FK

| Säsong | Nivå | Division   | Avdelning       | Tabellplacering  | Förändringar                   |
| ------ | ---- | ---------- | --------------- | ---------------- | ------------------------------ |
| 2000   | 4    | Division 3 | Södra Norrland  | 9                |                                |
| 2001   | 4    | Division 3 | Södra Norrland  | 5                |                                |
| 2002   | 4    | Division 3 | Södra Norrland  | 1                | Avancerade till Division 2     |
| 2003   | 3    | Division 2 | Västra Svealand | 8                |                                |
| 2004   | 3    | Division 2 | Västra Svealand | 7                |                                |
| 2005   | 3    | Division 2 | Norra Svealand  | 5                | Till division 1 efter kvalspel |
| 2006*  | 3    | Division 1 | Norra           | 10               |                                |
| 2007   | 3    | Division 1 | Norra           | 9                |                                |
| 2008   | 3    | Division 1 | Norra           | 13               | Degraderade till Division 2    |
| 2009   | 4    | Division 2 | Norra Svealand  | 11               | Degraderade till Division 3    |
| 2010   | 5    | Division 3 | Södra Norrland  | 2                | Kvalade till Division 2        |
| 2011   | 4    | Division 2 | Norra Svealand  | 10               |                                |
| 2012   | 4    | Division 2 | Norra Svealand  | 11               | Degraderade till Division 3    |
| 2013   | 5    | Division 3 | Södra Norrland  | 5                |                                |
| 2014*  | 5    | Division 3 | Södra Norrland  | 4                |                                |
| 2015   | 9    | Division 7 | Östra Dalarna   | 2                | Kvalade till Division 6        |
| 2016   | 8    | Division 6 | Södra Dalarna   | 7                |                                |
| 2017   | 8    | Division 6 | Södra Dalarna   | 5                |                                |
| 2018   | 8    | Division 6 | Södra Dalarna   | 5                |                                |
| 2019   | 8    | Division 6 | Södra Dalarna   | 1                | Avancerade till Division 5     |
| 2020   | 7    | Division 5 | Dalarna         | 1                | Avancerade till Division 4     |
| 2021   | 6    | Division 4 | Dalarna         | 8                |                                |
| 2022   | 6    | Division 4 | Dalarna         | 1                | Avancerade till Division 3     |
| 2023   | 5    | Division 3 | Södra Norrland  | 1                | Avancerade till Division 2     |
| 2024   | 4    | Division 2 | Norra Svealand  | 7                |                                |
| 2025   | 4    | Division 2 | Norra Svealand  | Säsongen ej över |                                |

* Omstruktureringen av ligan 2006 resulterade i att en ny division skapades på nivå 3 och att efterföljande divisioner sjönk en nivå.
* 2014, Gick i konkurs efter säsongen och var tvungen att dra sig ur spel.

## Spelare

### Spelartruppen
(L) = inlånad
| Nr | Land    | Pos | Namn                 |
| -- | ------- | --- | -------------------- |
| 1  | Sverige | MV  | Hugo Gabrielsson     |
| 13 | Sverige | MV  | Erik Martinsson      |
| 88 | Sverige | MV  | Peter Rosendal       |
| 2  | Sverige | F   | Noel Stenlund        |
| 3  | Sverige | F   | Felix Högberg        |
| 4  | Sverige | F   | Alexander Ernström   |
| 5  | Sverige | F   | Jesper Åman          |
| 12 | Sverige | F   | Oskar Gezelius       |
| 20 | Sverige | F   | Egon Pettersson      |
| 27 | Sverige | F   | Erik Niss-Jonsson    |
| -  | Sverige | F   | Taiten Rodarmel      |
| 6  | Sverige | MF  | Benjamin Hjertstrand |

| Nr | Land    | Pos | Namn                    |
| -- | ------- | --- | ----------------------- |
| 7  | Sverige | MF  | Erik Larsson            |
| 8  | Sverige | MF  | Elias Gradin            |
| 15 | Sverige | MF  | Erik Danielsson         |
| 17 | Sverige | MF  | Hampus Forslund         |
| 21 | Sverige | MF  | Jonah Almquist (L)      |
| 22 | Sverige | MF  | Samuel Söderström-Linde |
| 33 | Sverige | MF  | Erik Thunell            |
| 77 | Sverige | MF  | Adam Norin              |
| 18 | Sverige | A   | Obaid Latifi            |
| 28 | Sverige | A   | Nino Nygårds-Blom       |
| 29 | Sverige | A   | Wilhelm Gustafsson      |
| 73 | Sverige | A   | Herekol Bayram          |
| 99 | Sverige | A   | Arvidh Svessar          |

### Utlånade spelare
| Nr | Land | Pos | Namn |
| -- | ---- | --- | ---- |
|    |      |     |      |

| Nr | Land | Pos | Namn |
| -- | ---- | --- | ---- |